# Dakota City (Iowa)
Dakota City es una ciudad situada en el condado de Humboldt, en el estado de Iowa, Estados Unidos. Según el censo de 2010 tenía una población de 843 habitantes.

## Geografía
Según la Oficina del Censo de los Estados Unidos, la localidad tiene un área total de 2,01 km², de los cuales 1,91 km² corresponden a tierra firme y el restante 0,1 km² a agua, que representa el 4,98% de la superficie total de la localidad.

## Demografía
Según el censo de 2010, había 843 personas residiendo en la localidad. La densidad de población era de 419,4 hab./km². Había 382 viviendas con una densidad media de 190,05 viviendas/km². El 95,97% de los habitantes eran blancos, el 0,12% afroamericanos, el 0,47% amerindios, el 0,36% asiáticos, el 1,42% de otras razas, y el 1,66% pertenecía a dos o más razas. El 4,15% de la población eran hispanos o latinos de cualquier raza.